# Lower La Tante
Lower La Tante ist eine Siedlung im Parish Saint David im Süden von Grenada.

## Geographie
Die Siedlung liegt oberhalb der Küste, östlich von Bellevue, sowie unterhalb von Upper La Tante.